# Phumosia africana
Phumosia africana este o specie de muște din genul Phumosia, familia Calliphoridae, descrisă de Zumpt în anul 1971. Conform Catalogue of Life specia Phumosia africana nu are subspecii cunoscute.